# كين هوستون
كين هوستون هو لاعب هوكي الجليد كندي، ولد في 15 سبتمبر 1953 في درسدن (أونتاريو) في كندا، وتوفي في 10 مارس 2018 بسبب سرطان.

## وصلات خارجية
- كين هوستون على موقع دوري الهوكي الوطني (الإنجليزية)
- كين هوستون على موقع قاعة مشاهير الهوكي (لاعب أن.إتش.أل) (الإنجليزية)
- كين هوستون على موقع EliteProspects.com (الإنجليزية)
- كين هوستون على موقع HockeyDB.com (الإنجليزية)
- كين هوستون على موقع Hockey-Reference.com (الإنجليزية)